# 东顶娘娘庙
东顶娘娘庙，俗称行宫庙，位于北京市朝阳区太阳宫，是一座道教宫观，为五顶之一。现已无存。

## 简介
1935年出版的《北平旅行指南》记载：“东顶碧霞元君庙，在东直门外，俗呼行宫庙。市集与北顶情形略同。庙宇年久失修，游人稀少，较南顶中顶略有逊色。考碧霞元君，前在京师祠祀极盛，除著称之五顶外，尚有三处。一在石景山，明万历中董常侍建。一在西便门外核桃园，清初修建，有清康熙六十一年编修傅王露碑。一在阜成门外十里庄，清康熙四十六年敕修，改名为今之慈育院。”
1949年时，该庙尚残存。后来被太阳宫生产队用作牲口棚，文化大革命中被毁。1986年《北京市街巷名称录》中称，“行宫庙”位于兴公村，归太阳宫派出所管辖。